# Bryomima
Bryomima là một chi bướm đêm thuộc họ Noctuidae.

## Các loài
- Bryomima carducha Staudinger, 1900
- Bryomima hakkariensis de Freina & Hacker, 1985